# Apogonia andamana
Apogonia andamana är en skalbaggsart som beskrevs av Moser 1913. Apogonia andamana ingår i släktet Apogonia och familjen Melolonthidae. Inga underarter finns listade i Catalogue of Life.